# Vincent Long Van Nguyen
Vincent Long Van Nguyen OFM Conv., né le 3 décembre 1961 dans la province de Dong Nai au Sud-Vietnam, est un ecclésiastique australien d'origine vietnamienne, actuel évêque catholique de Parramatta (dans les environs de Sydney).

## Biographie
Vincent Long Van Nguyen arrive en 1980 en Australie avec sa famille en tant que réfugié fuyant le régime communiste du Vietnam. Il entre chez les franciscains conventuels et fait sa profession le 8 décembre 1984. Il est ordonné prêtre le 30 décembre 1989 par Mgr George Pell, évêque coadjuteur de Melbourne. 
Le pape Benoît XVI le nomme évêque coadjuteur de Melbourne le 20 mai 2011 et évêque titulaire de Thala (de). L'archevêque de Melbourne, Mgr Denis Hart (en), le consacre le 23 juin suivant; les co-consécrateurs sont le cardinal Pell, archevêque de Sydney, et Mgr Giuseppe Lazzarotto, nonce apostolique en Australie.
Le pape François nomme Vincent Long Van Guyen évêque de Parramatta le 5 mai 2016.
Le prélat prend position à l'occasion de la crise des sous-marins australiens, née le 15 septembre 2021, estimant que l'argent jeté dans la course au nucléaire par le gouvernement pourrait être « mieux dépensé dans le monde en développement ».